# Ceratophysa
Ceratophysa is een geslacht van zee-egels uit de familie Pourtalesiidae.

## Soorten
- Ceratophysa ceratopyga (A. Agassiz, 1879)
- Ceratophysa rosea (A. Agassiz, 1879)